# 가라토 시장

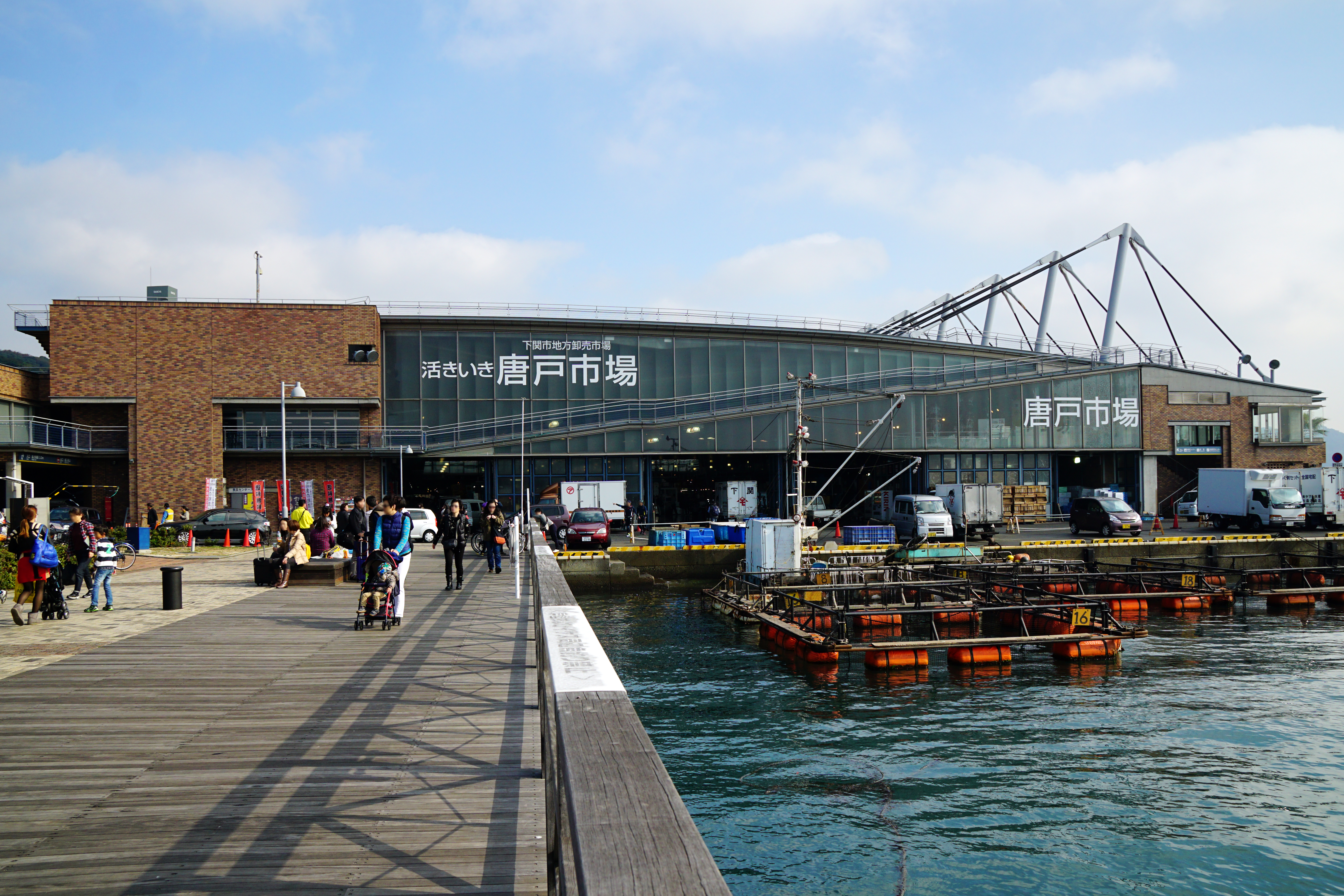
가라토 시장 외부

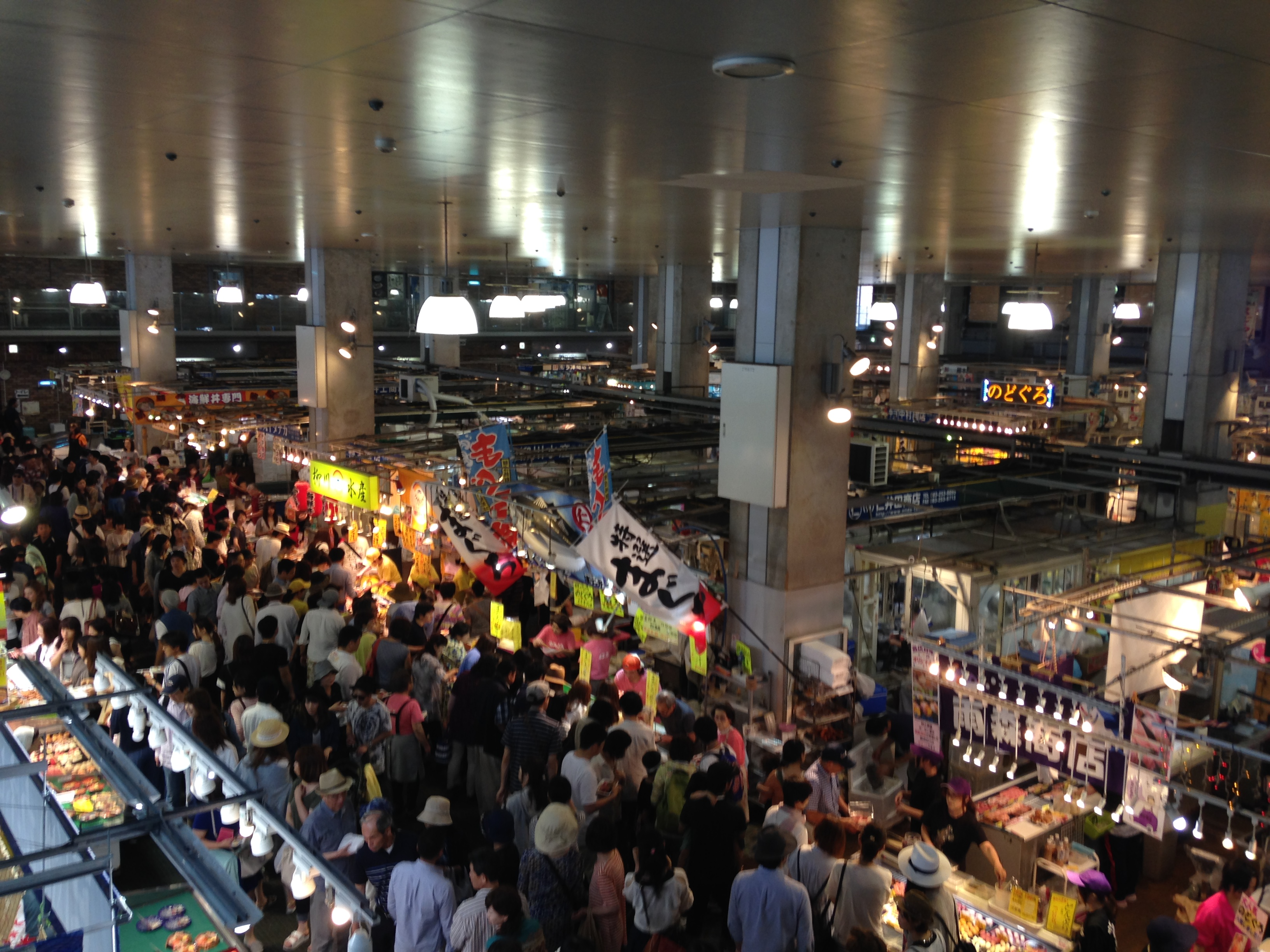
가라토 시장 내부

가라토 시장(唐戸市場)은 일본 야마구치현 시모노세키시의 시장이다. 과거 시모노세키시의 중심 지역이자 교통의 요충지이었던 가라토에서 시장은 1909년 거리에서 야채와 과일을 판매한 것으로 시작하였다. 1924년에는 어시장이 아미다지초(阿弥陀寺町)에서 이전해 가라토 어시장이 발족하였으며, 1933년에는 시모노세키 가라토 어채시장으로 현재의 가라토 시장이 개설되었다.